# 42e cérémonie des César
La 42e cérémonie des César du cinéma, organisée par l'Académie des arts et techniques du cinéma, s'est déroulée à la salle Pleyel à Paris les 24 et 25 février 2017, et a récompensé les films français sortis en 2016. Présentée par Jérôme Commandeur, aucun président de cérémonie n'est finalement désigné, à la suite du renoncement de Roman Polanski à endosser ce rôle en raison de la controverse qui a suivi sa nomination,. À cette occasion, un hommage est rendu par l'Académie des César à Jean Paul Belmondo pour l'ensemble de sa carrière.
Le premier tour de vote débute le 2 janvier et les nominations sont annoncées le 25 janvier 2017.
Marion Cotillard figurait sur l'affiche officielle de la cérémonie dans une photo tirée du film Blood Ties de Guillaume Canet, sorti en 2013.

## Présentateurs et intervenants
Par ordre d'apparition.

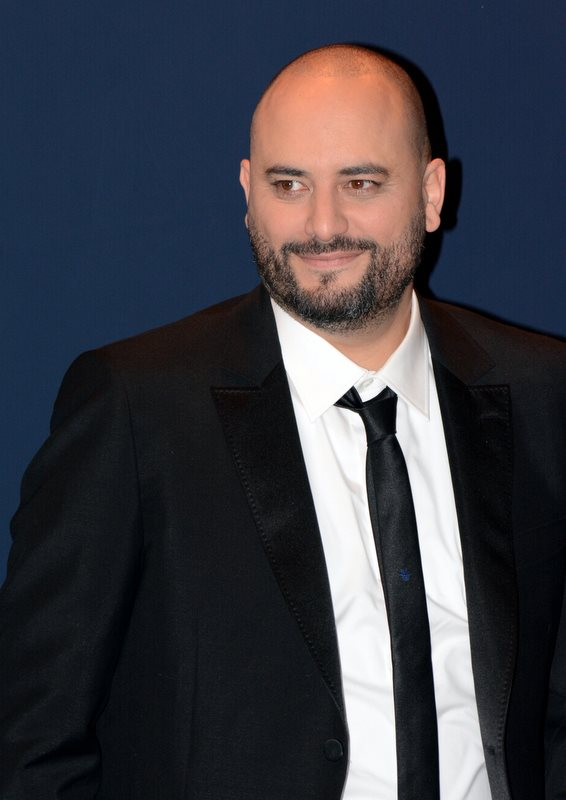
Jérôme Commandeur, maître de cérémonie

- Jérôme Commandeur, maître de cérémonie
- Alain Terzian, président de l'Académie des arts et techniques du cinéma

- Nicole Garcia, pour la remise du César du Meilleur espoir féminin
- Aïssa Maïga et Franck Gastambide, pour la remise du César des meilleurs costumes
- Gérard Jugnot, pour la remise du César du meilleur son
- Alice Isaaz et Rod Paradot, pour la remise du César du Meilleur espoir masculin
- Franck Dubosc, pour la remise du César du meilleur décor
- Ana Girardot et Cédric Klapisch, pour la remise du César du meilleur documentaire
- Grand Corps Malade, pour la remise du César de la meilleure musique originale
- Nathalie Baye, pour la remise du César du meilleur premier film
- Imany, pour la chanson sur le magnéto hommage aux disparus de 2016
- Stéfi Celma et Alice Belaïdi, pour la remise du César du meilleur montage
- Marthe Villalonga, pour la remise du César du meilleur court-métrage d'animation et du César du meilleur long-métrage d'animation
- Jean Dujardin, pour la remise du César d'honneur à George Clooney, et l'hommage fait à Jean-Paul Belmondo
- Julie Ferrier, pour la remise du César de la meilleure photographie
- Arnaud Ducret et Alice Pol, pour la remise du César du meilleur court-métrage
- Alice Taglioni et Valeria Golino, pour la remise du César du meilleur acteur dans un second rôle
- François Cluzet, pour la remise du César de la meilleure adaptation
- JoeyStarr et Anna Mouglalis, pour la remise du César de la meilleure actrice dans un second rôle
- Rossy de Palma, pour la remise du César du meilleur film étranger
- Céline Monsarrat en voix-off
- André Dussollier, pour la remise du César du meilleur scénario original
- Pierre Richard, pour la remise du César de la meilleure actrice
- Sylvie Testud et Mathieu Amalric, pour la remise du César du meilleur réalisateur
- Valérie Lemercier, pour la remise du César du meilleur acteur
- Pedro Almodóvar, pour la remise du César du meilleur film

## Palmarès

### Meilleur film

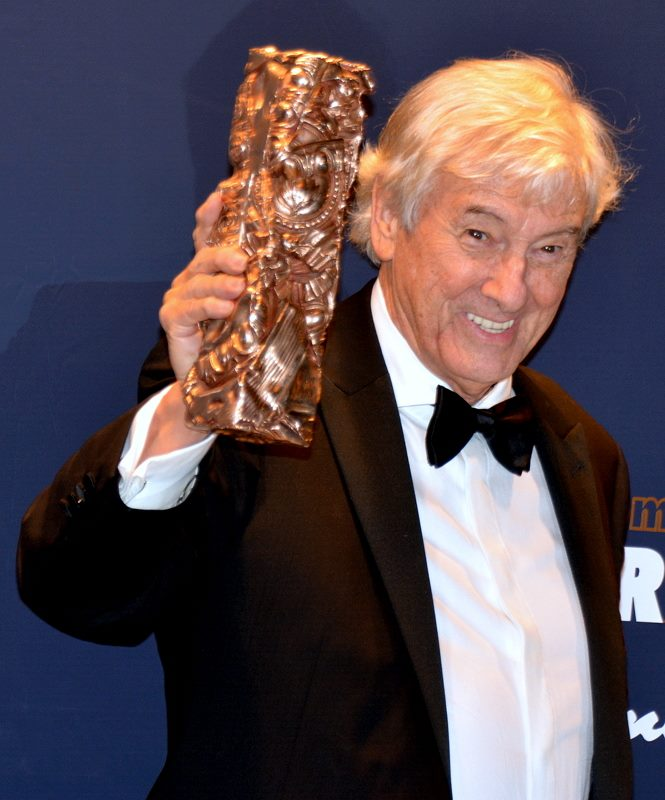
Paul Verhoeven, lauréat du César du meilleur film.

- Elle de Paul Verhoeven, produit par Saïd Ben Saïd et Michel Merkt
  - Divines de Houda Benyamina, produit par Marc-Benoît Créancier
  - Frantz de François Ozon, produit par Éric Altmayer et Nicolas Altmayer
  - Les Innocentes d'Anne Fontaine, produit par Éric et Nicolas Altmayer et Philippe Carcassonne
  - Ma Loute de Bruno Dumont, produit par Jean Bréhat, Rachid Bouchareb et Muriel Merlin
  - Mal de pierres de Nicole Garcia, produit par Alain Attal
  - Victoria de Justine Triet, produit par Emmanuel Chaumet

### Meilleure réalisation

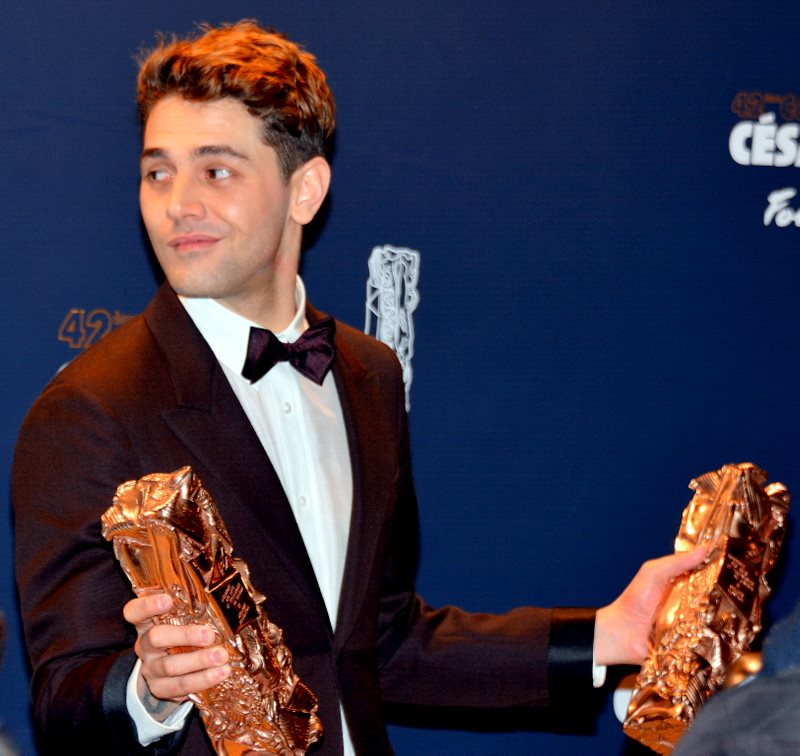
Xavier Dolan reçoit les César du meilleur réalisateur et du meilleur montage.

- Xavier Dolan pour Juste la fin du monde
  - Houda Benyamina pour Divines
  - François Ozon pour Frantz
  - Bruno Dumont pour Ma Loute
  - Anne Fontaine pour Les Innocentes
  - Nicole Garcia pour Mal de pierres
  - Paul Verhoeven pour Elle

### Meilleur acteur
- Gaspard Ulliel pour le rôle de Louis dans Juste la fin du monde
  - François Cluzet pour le rôle du docteur Werner dans Médecin de campagne
  - Pierre Deladonchamps pour le rôle de Mathieu dans Le Fils de Jean
  - Nicolas Duvauchelle pour le rôle d'Eddie dans Je ne suis pas un salaud
  - Fabrice Luchini pour le rôle d'André Van Peteghem dans Ma Loute
  - Pierre Niney pour le rôle d'Adrien Rivoire dans Frantz
  - Omar Sy pour le rôle de Rafael Padilla dans Chocolat

### Meilleure actrice

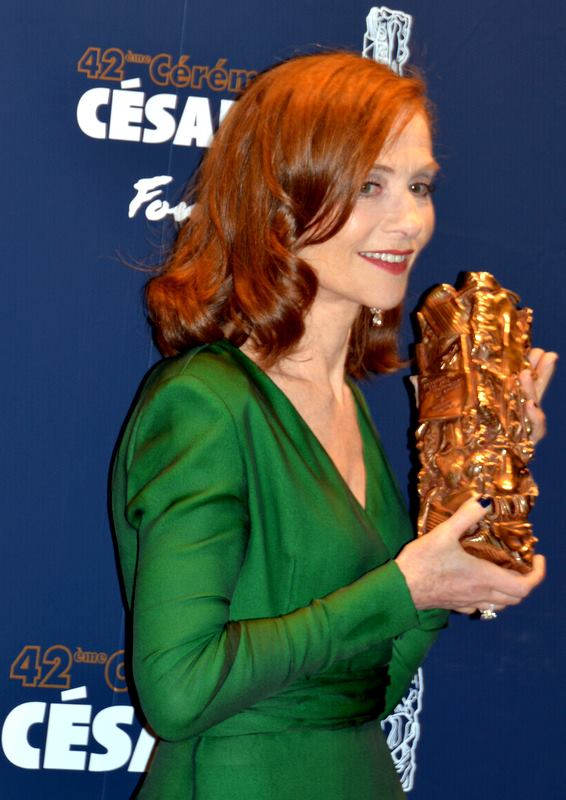
Isabelle Huppert, meilleure actrice.

- Isabelle Huppert pour le rôle de Michèle Leblanc dans Elle
  - Judith Chemla pour le rôle de Jeanne Le Perthuis des Vauds dans Une vie
  - Marion Cotillard pour le rôle de Gabrielle dans Mal de pierres
  - Virginie Efira pour le rôle de Victoria Spick dans Victoria
  - Marina Foïs pour le rôle de Constance dans Irréprochable
  - Sidse Babett Knudsen pour le rôle d'Irène Frachon dans La Fille de Brest
  - Soko pour le rôle de Loïe Fuller dans La Danseuse

### Meilleur acteur dans un second rôle

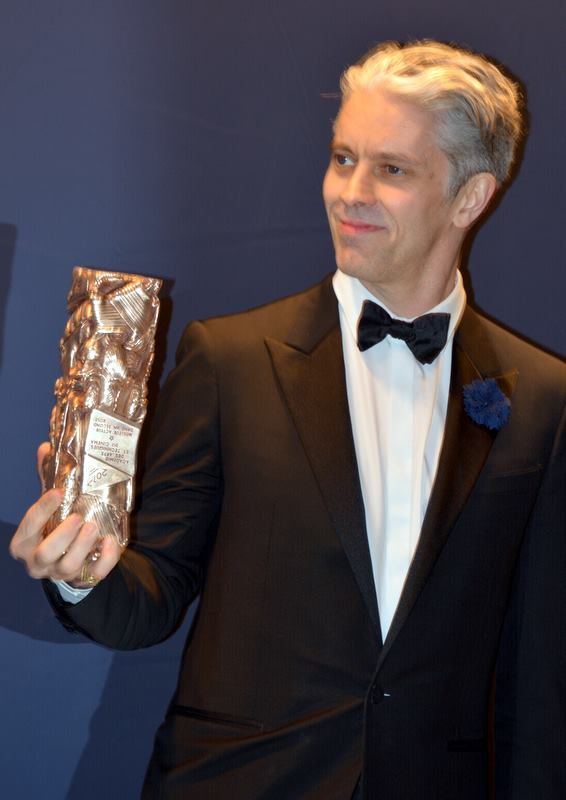
James Thierrée, meilleur acteur dans un second rôle.

- James Thierrée pour le rôle de George Foottit dans Chocolat
  - Gabriel Arcand pour le rôle de Pierre dans Le Fils de Jean
  - Vincent Cassel pour le rôle d'Antoine dans Juste la fin du monde
  - Vincent Lacoste pour le rôle de Sam dans Victoria
  - Laurent Lafitte pour le rôle de Patrick dans Elle
  - Melvil Poupaud pour le rôle de Vincent dans Victoria

### Meilleure actrice dans un second rôle
- Déborah Lukumuena pour le rôle de Maimouna dans Divines
  - Nathalie Baye pour le rôle de Martine dans Juste la fin du monde
  - Valeria Bruni Tedeschi pour le rôle d'Isabelle Van Peteghem dans Ma Loute
  - Anne Consigny pour le rôle d'Anna dans Elle
  - Mélanie Thierry pour le rôle de Gabrielle dans La Danseuse

### Meilleur espoir masculin
- Niels Schneider pour le rôle de Pier Ulmann dans Diamant noir
  - Jonas Bloquet pour le rôle de Vincent dans Elle
  - Damien Bonnard pour le rôle de Léo dans Rester vertical
  - Corentin Fila pour le rôle de Tom dans Quand on a 17 ans
  - Kacey Mottet-Klein pour le rôle de Damien dans Quand on a 17 ans

### Meilleur espoir féminin
- Oulaya Amamra pour le rôle de Dounia dans Divines
  - Paula Beer pour le rôle d'Anna dans Frantz
  - Lily-Rose Depp pour le rôle d'Isadora Duncan dans La Danseuse
  - Noémie Merlant pour le rôle de Sonia dans Le ciel attendra
  - Raph pour le rôle de Billie Van Peteghem dans Ma Loute

### Meilleur scénario original
- L'Effet aquatique – Sólveig Anspach et Jean-Luc Gaget
  - Divines – Romain Compingt, Houda Benyamina et Malik Rumeau
  - Les Innocentes – Sabrina B. Karine, Alice Vial, Pascal Bonitzer et Anne Fontaine
  - Ma Loute – Bruno Dumont
  - Victoria – Justine Triet

### Meilleure adaptation

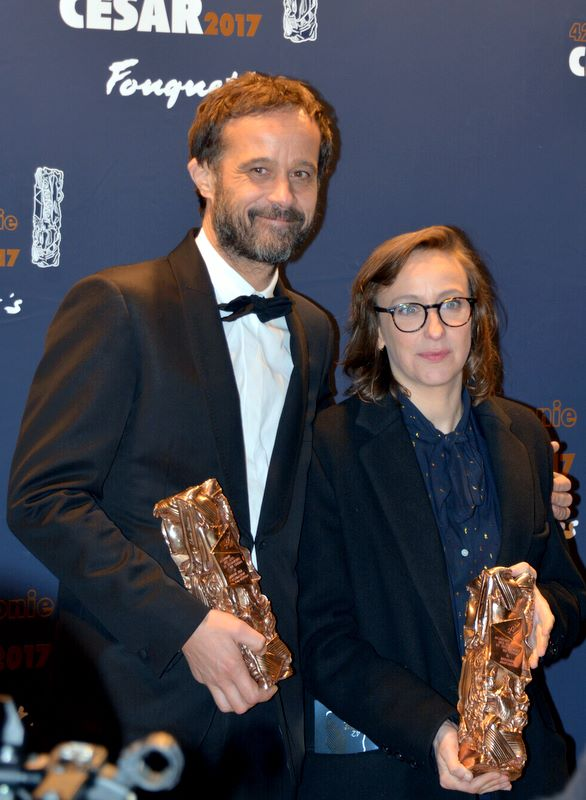
Claude Barras et Céline Sciamma, meilleur film d'animation et meilleure adaptation pour Ma vie de Courgette.

- Ma vie de Courgette – Céline Sciamma, d'après le roman Autobiographie d'une courgette de Gilles Paris
  - Elle – David Birke, d'après le roman Oh... de Philippe Djian
  - La Fille de Brest – Séverine Bosschem et Emmanuelle Bercot, d'après le livre Mediator 150 mg : combien de morts ? de Irène Frachon
  - Frantz – François Ozon, d'après la pièce de théâtre L'Homme que j'ai tué de Maurice Rostand
  - Mal de pierres – Nicole Garcia et Jacques Fieschi, d'après le roman Mal de pierres (Mal di pietre) de Milena Agus
  - Réparer les vivants – Katell Quillévéré et Gilles Taurand, d'après le roman Réparer les vivants de Maylis de Kerangal

### Meilleurs décors
- Chocolat – Jérémie D. Lignol
  - La Danseuse – Carlos Conti
  - Frantz – Michel Barthélémy
  - Ma Loute – Riton Dupire-Clément
  - Planetarium – Katia Wyszkop

### Meilleurs costumes
- La Danseuse – Anaïs Romand
  - Frantz – Pascaline Chavanne
  - Mal de pierres – Catherine Leterrier
  - Ma Loute – Alexandra Charles
  - Une vie – Madeline Fontaine

### Meilleure photographie
- Frantz – Pascal Marti
  - Elle – Stéphane Fontaine
  - Les Innocentes –Caroline Champetier
  - Ma Loute – Guillaume Deffontaines
  - Mal de pierres – Christophe Beaucarne

### Meilleur montage
- Juste la fin du monde – Xavier Dolan
  - Divines – Loïc Lallemand et Vincent Tricon
  - Elle – Job ter Burg
  - Frantz – Laure Gardette
  - Mal de pierres – Simon Jacquet

### Meilleur son
- L'Odyssée – Marc Engels, Frédéric Demolder, Sylvain Rety et Jean-Paul Hurier
  - Chocolat – Brigitte Taillandier, Vincent Guillon et Stéphane Thiébaut
  - Elle – Jean-Paul Mugel, Alexis Place, Cyril Holtz et Damien Lazzerini
  - Frantz – Martin Boissau, Benoît Gargonne et Jean-Paul Hurier
  - Mal de pierres – Jean-Pierre Duret, Sylvain Malbrant et Jean-Pierre Laforce

### Meilleure musique originale
- Dans les forêts de Sibérie – Ibrahim Maalouf
  - Chocolat – Gabriel Yared
  - Elle – Anne Dudley
  - Frantz – Philippe Rombi
  - Ma vie de Courgette – Sophie Hunger

### Meilleur premier film
- Divines de Houda Benyamina

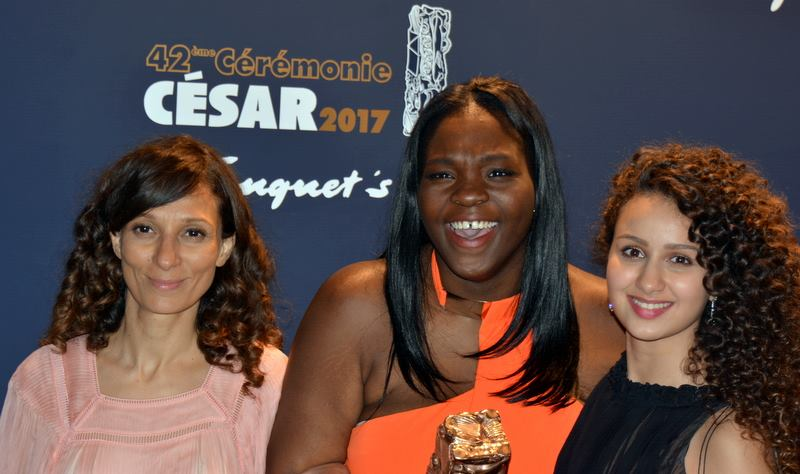
Houda Benyamina, réalisatrice de Divines (meilleur premier film) en compagnie de Déborah Lukumuena (meilleure actrice dans un second rôle) et Oulaya Amara (meilleur espoir féminin).

  - Cigarettes et Chocolat chaud de Sophie Reine
  - La Danseuse de Stéphanie Di Giusto
  - Diamant noir de Arthur Harari
  - Rosalie Blum de Julien Rappeneau

### Meilleur film d'animation
- Ma vie de Courgette de Claude Barras
  - La Jeune Fille sans mains de Sébastien Laudenbach
  - La Tortue rouge de Michael Dudok de Wit

### Meilleur film documentaire
- Merci Patron ! de François Ruffin
  - Dernières Nouvelles du cosmos de Julie Bertuccelli
  - Fuocoammare, par-delà Lampedusa de Gianfranco Rosi
  - Swagger d'Olivier Babinet
  - Voyage à travers le cinéma français de Bertrand Tavernier

### Meilleur film étranger
- Moi, Daniel Blake (I, Daniel Blake) de Ken Loach •  Royaume-Uni
  - Baccalauréat (Bacalaureat) de Cristian Mungiu •  Roumanie
  - La Fille inconnue de Jean-Pierre et Luc Dardenne •  Belgique
  - Juste la fin du monde de Xavier Dolan •  Canada
  - Aquarius de Kleber Mendonça Filho •  Brésil
  - Manchester by the Sea de Kenneth Lonergan •  États-Unis
  - Toni Erdmann de Maren Ade •  Allemagne

### Meilleur court métrage
(ex æquo)
- Maman(s) de Maïmouna Doucouré
- Vers la tendresse d'Alice Diop
  - Après Suzanne de Félix Moati
  - Au bruit des clochettes de Chabname Zariab
  - Chasse royale de Lise Akoka et Romane Gueret

### Meilleur court métrage d'animation
- Celui qui a deux âmes de Fabrice Luang-Vija
  - Café froid de François Leroy et Stéphanie Lansaque
  - Journal animé de Donato Sansone
  - Peripheria de David Coquard-Dassault

### César d'honneur

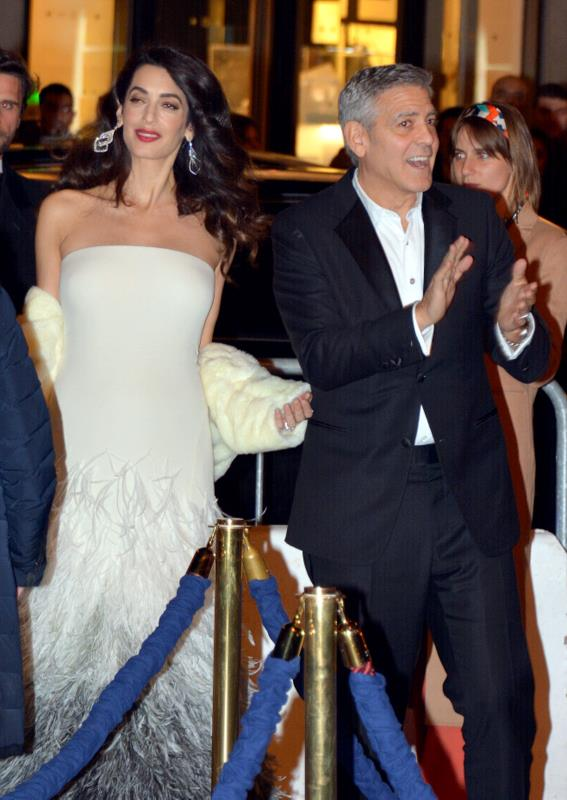
George Clooney et son épouse Amal lors de la cérémonie.

- George Clooney

## Statistiques

### Nominations multiples
11 : Elle, Frantz
9 : Ma Loute
8 : Mal de pierres
7 : Divines
6 : Juste la fin du monde, La Danseuse
5 : Chocolat, Victoria
4 : Les Innocentes
3 : Ma vie de Courgette
2 : Diamant noir, Quand on a 17 ans, La Fille de Brest, Le Fils de Jean, Une vie

### Récompenses multiples
3/6 : Juste la fin du monde
3/7 : Divines
2/3 : Ma vie de Courgette
2/5 : Chocolat
2/11 : Elle

### Films non récompensés ayant reçu des nominations multiples
0/9 : Ma Loute
0/8 : Mal de pierres
0/5 : Victoria

## Audiences
Diffusée en clair, en direct et en exclusivité sur Canal+, la cérémonie a réuni 1,92 million de téléspectateurs soit 10,5 % de parts de marché.